# LSWR 318 class
LSWR 318 class (также Плимут-танк и Метрополитен-танк) — тип пассажирского паровоза с осевой формулой 2-2-0, построенного манчестерским заводом Beyer, Peacock and Company в 1875 году в количестве шести единиц для линии Эксетер—Плимут Лондонской и Юго-западной железной дороги. Паровозы оказались непригодными для исходной задачи, но нашли применение в других местах.

## История
Главный инженер тяги У. Дж. Битти обратился на завод Байер-Пикок в 1873 году с заказом 1-2-0 танк-паровозов с водяным баком внутри рамы. На заводе этот проект не приняли и предложили взамен свой 2-2-0 с боковыми водяными танками, который доказал свою работоспособность на Метрополитенской дороге. Битти принял это предложение, и паровозы были доставлены в январе-феврале 1875 года. Паровозы для LSWR отличались отсутствием конденсатора и наличием тента над рабочим местом локомтивной бригады, что создавало трудности при загрузке угля в бункер, расположенный там же.

## Недостатки
Паровозы хорошо работали с небольшими и средними скоростями, но на предназначенном для них маршруте Эксетер-Плимут, открывшемся в мае 1876 года, стали источником жалоб как пассажиров, так и локомотивных бригад, из-за того, что на скорости выше 40 миль/ч (64,37 км/ч) теряли устойчивость. Их поведение на высокой скорости сочли опасным. В 1877 году были назначены испытания двух паровозов — с бегунковой тележкой Адамса, которую он разработал ещё до того, как поступил на службу в LSWR, и с одноосной тележкой Бисселя в варианте Крю. Результаты были провальными. Битти получил от дирекции дороги выговор за то, что скрывал неустойчивость паровозов, ставшую известной ещё в 1875 году. Паровозы перевели на тихоходную линию Эпсом—Летерхед, где они работали вполне удовлетворительно. Адамс спроектировал небольшие изменения в бегунковых тележках, с помощью которых эти паровозы прослужили более 30 лет. Все локомотивы списаны в 1906—1913 годах.